# Средний земляной вьюрок
Сре́дний земляно́й вьюро́к (лат. Geospiza fortis) — вид певчих птиц семейства танагровых. Подвидов не выделяют. Эндемик Галапагосских островов.

## Описание
Имеет сильный клюв, с помощью которого он может щёлкать семена. Он предпочитает меньшие семена, так как только их он может щёлкать с наименьшим расходом энергии. В засушливые годы, когда не хватает меньших семян, питается больше чем обычно большими семенами. Ягоды и насекомые также служат основным источником питания.
Средний земляной вьюрок часто очищает кожу от паразитов у слоновых черепах и конолофов.
Согласно опубликованному в 2007 году исследованию вид Geospiza fortis может служить примером ранней фазы развития в процессе симпатричного видообразования. Сара Хубер обнаружила две морфы среднего земляного вьюрка с разной величиной клюва, которые обитают на одной территории, но спариваются тем не менее, преимущественно с особями той же морфы. Генетические анализы выявили уменьшенный перенос генов между обеими морфами. Причиной преференций при выборе партнёра были названы различия в пении, произошедшие из-за разных размеров клюва.